# Rachid Nourgaliev
Rachid Goumarovitch Nourgaliev (en russe : Рашид Гумарович Нургалиев) est un militaire, avec le grade actuellement de général d'Armée, et homme politique russe, né le 8 octobre 1956 à Jitiqara en RSS Kazakhe et actuel Kazakhstan mais ayant fait une partie de sa scolarité, ses études et une large part de sa carrière professionnelle en Carélie. Il est d'origine tatare.

## Carrière
Diplômé de l'université d'État Kuusinen de Petrozavodsk, il entre en 1981 au KGB de la République de Carélie dont il accède à terme à la tête du département de la lutte anti-terroriste. Après la dissolution du KGB en 1991, il continue sa carrière dans les services de renseignement russes, que ce soit dans le FSK puis dans le FSB, et entre dans le bureau central de ces organismes à partir de 1995.  
En 2002, il est nommé premier vice-ministre de l'Intérieur dans le gouvernement fédéral russe, comme second du ministre Boris Gryzlov. Lorsque ce dernier est élu à la présidence de la Douma le 31 décembre 2003, Rachid Nourgaliev prend la tête par intérim du MVD jusqu'à ce qu'il soit confirmé à ce poste le 9 mars 2004.

## Sanctions européennes
Rachid Nourgaliev fait l'objet d'une interdiction de pénétrerdans le territoire des pays de l'Union européenne, depuis le 26 juillet 2014, ainsi que du gel de ses « éventuels avoirs » en Union européenne, dans le cadre des sanctions européennes à l'encontre de la fédération de Russie pour son immixtion dans la crise ukrainienne de 2013-2014.